# 迈赫拉语
迈赫拉语（阿拉伯语：‎，羅馬化：Al-Mahrīyah），又译马赫里语（英語：Mahri）、梅赫里语（英語：Mehri），是一种现代南阿拉伯语言，使用者主要是居住在也门迈赫拉省和阿曼佐法尔省等地的迈赫拉人。

## 方言
迈赫拉语的方言有：
- 也门方言（Yemeni Mehri），也叫南部方言（Southern Mehri）
  - 西部也门方言（Western Yemeni Mehri）
  - 东部也门方言（Eastern Yemeni Mehri）
- 阿曼方言（Omani Mehri），也叫佐法尔方言（Dhofari Mehri）、高地方言（Nagd Mehri；相对于生活在富饶山区的山地语使用者，佐法尔的迈赫拉人主要居住在北部高地荒漠区）